# Pritchardia viscosa
Pritchardia viscosa är en enhjärtbladig växtart som beskrevs av Joseph Rock. Pritchardia viscosa ingår i släktet Pritchardia och familjen Arecaceae. Inga underarter finns listade i Catalogue of Life.